# Slesvig

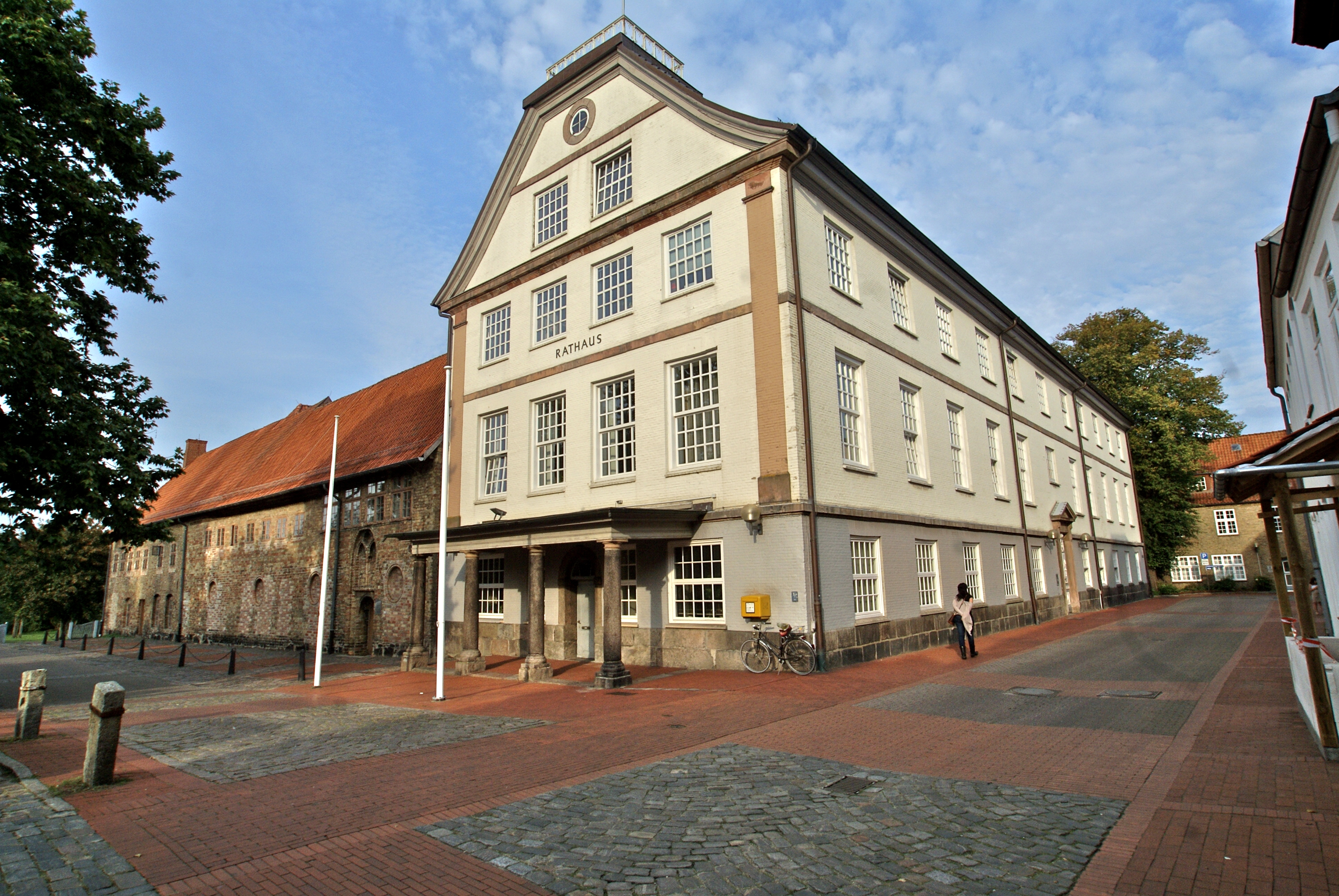
Casa de la vila del 1793

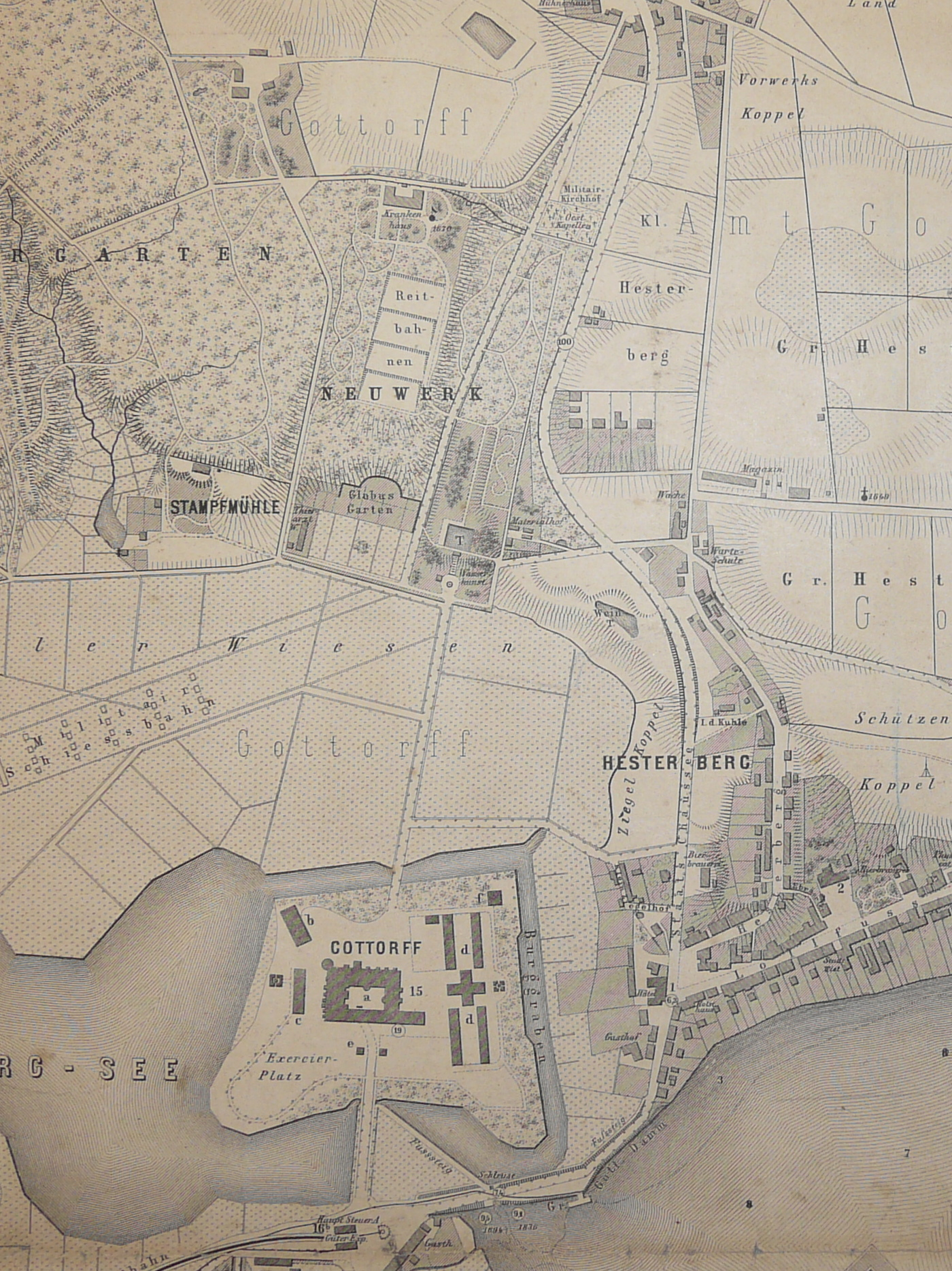
Mapa del centre històric de Slesvig el 1871

Slesvig (baix alemany: Sleswig, alemany: Schleswig, danès: Slesvig, frisó: Schlaswik, neerlandès: Sleeswijk) és una ciutat lliure (sense districte) a l'estat de Slesvig-Holstein a Alemanya, amb 24.015 habitants, una baixada de 822 habitants respecte a 2005. Té una minoria de parla danesa protegida. Està situada al fons d'un llarg braç de mar del Bàltic, l'Schlei, o en baix alemany Slie, que va donar-li el nom: Slesvig = 'vic del Slie'. És la capital administrativa del districte de Slesvig-Flensburg.

## Història
La història de la ciutat de Slesvig s'associa amb la seva situació geogràfica: al fons del braç de mar Slie, a l'indret en què la distància per via terrestre entre el mar del Nord i el mar Bàltic era el més curt, un avantatge a l'inici de l'edat mitjana, quan hi havia poques carreteres practicables i les vies aquàtiques tenien un paper preponderant. Al nord de la ciutat, es trobava una colònia vikinga anomenada Haithabu o Haddeby, a la cruïlla de l'Ossenpadd de Wedel cap a Viborg (Dinamarca) i de la ruta d'Hollingstedt cap al Schlei.
La ciutat vikinga de Haithabu al marge occidental del llac Haddebyer Noor, a uns cinc quilòmetres al sud del futur Slesvig, va ser el centre comercial més important entre la fi del segle viii i l'any 1064. Aleshores, Sliastorp (= Slesvig) només era un petit assentament secundari. Ja al 850, s'hi documenta una església, fundada probablement per Anscari de Bremen. Enric I va combatre els vikings i va sotmetre Haithabu. El 948, Otó I del Sacre Imperi romanogermànic va fundar la diòcesi d'Haithabu. El 1050, la ciutat va ser parcialment assolada durant una batalla entre Esvend II de Dinamarca i Harald III de Noruega. El 1066, els eslaus occidentals van saquejar Haithabu. La població i la diòcesi van traslladar-se vers el poble de Sliastorp i van abandonar Haithabu per sempre.
Des d'aleshores, Slesvig va desenvolupar-se com a ciutat. El primer esment escrit d'una catedral data del 1134. Els bisbes van construir un castell en una illa al Schlei, les restes del qual es troben sota l'actual castell de Gottorp. El 1268, el bisbe va haver de cedir la seva residència al duc de Slesvig. El 1340 passà als Schauenburg, comtes d'Holstein. Slesvig va cedir el seu paper de centre comercial interregional a la ciutat de Lübeck en plena expansió.
El 1460, al regne de Cristià I de Dinamarca, després del tractat de Ribe, la ciutat passà a la corona danesa fins al 1864, quan Prússia va annexionar-la després de la Guerra dels ducats.

## Monuments i llocs d'interès

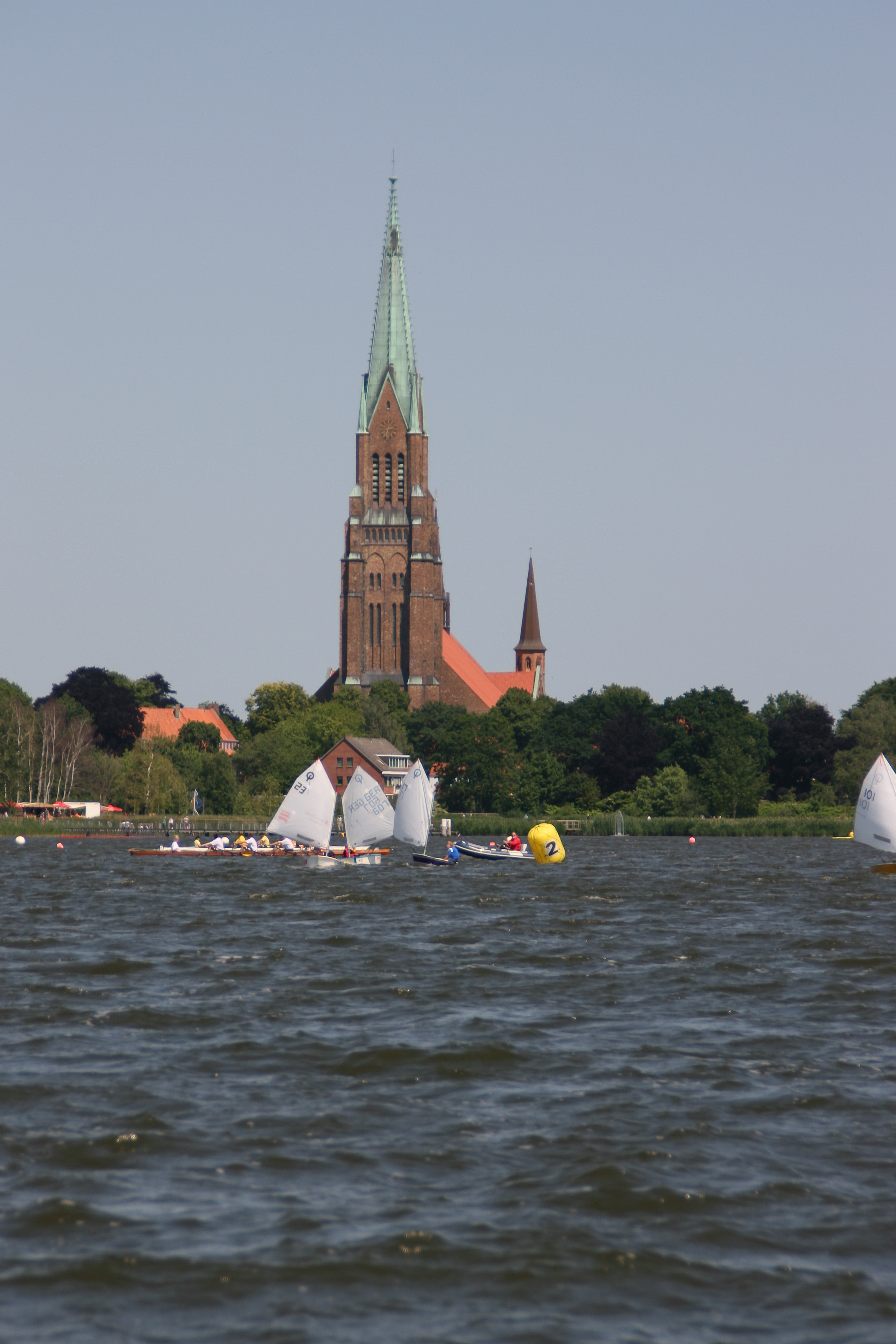
La catedral vista des de l'Slie
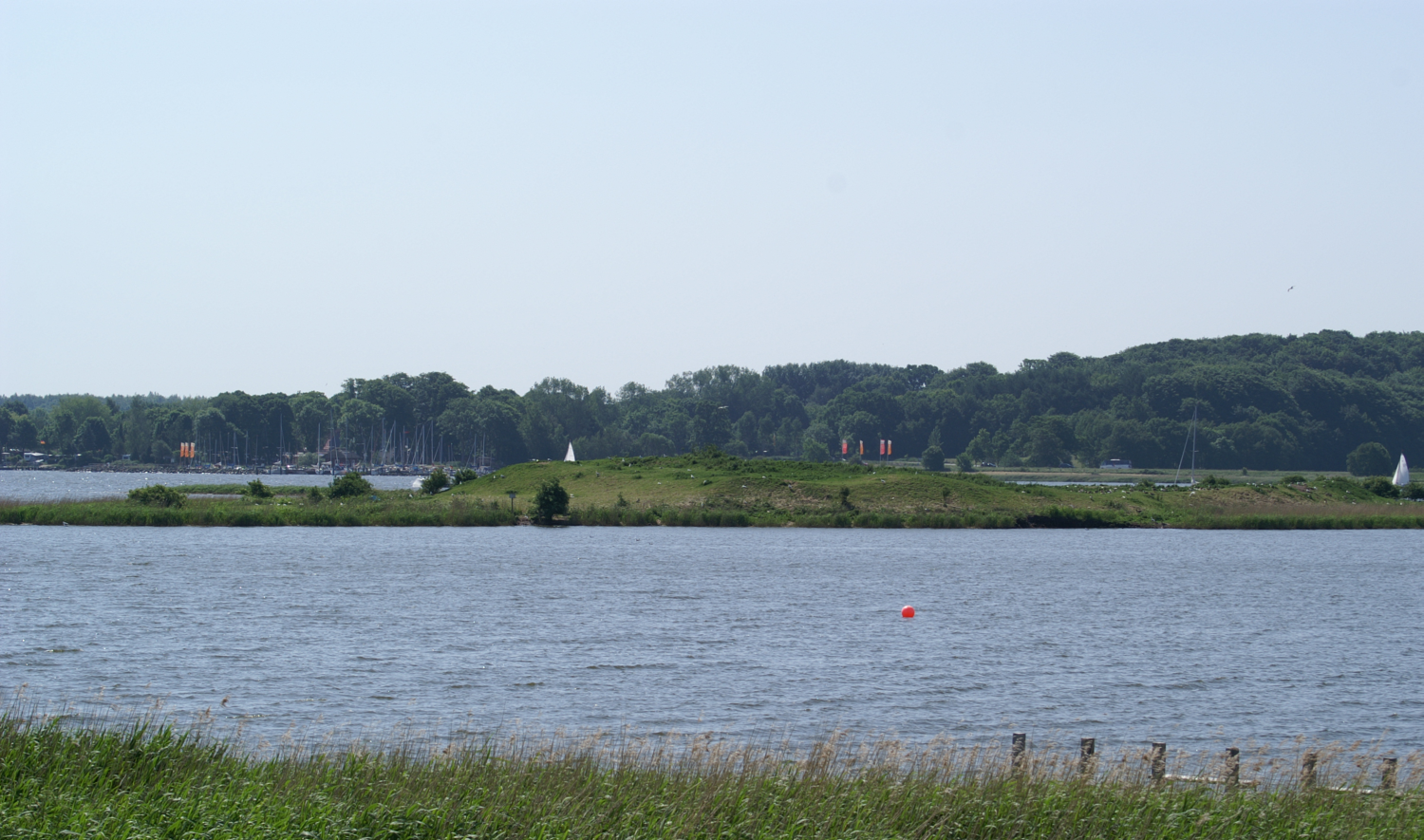
L'illa de les gavines o Möweninsel a l'Slie davant de la ciutat
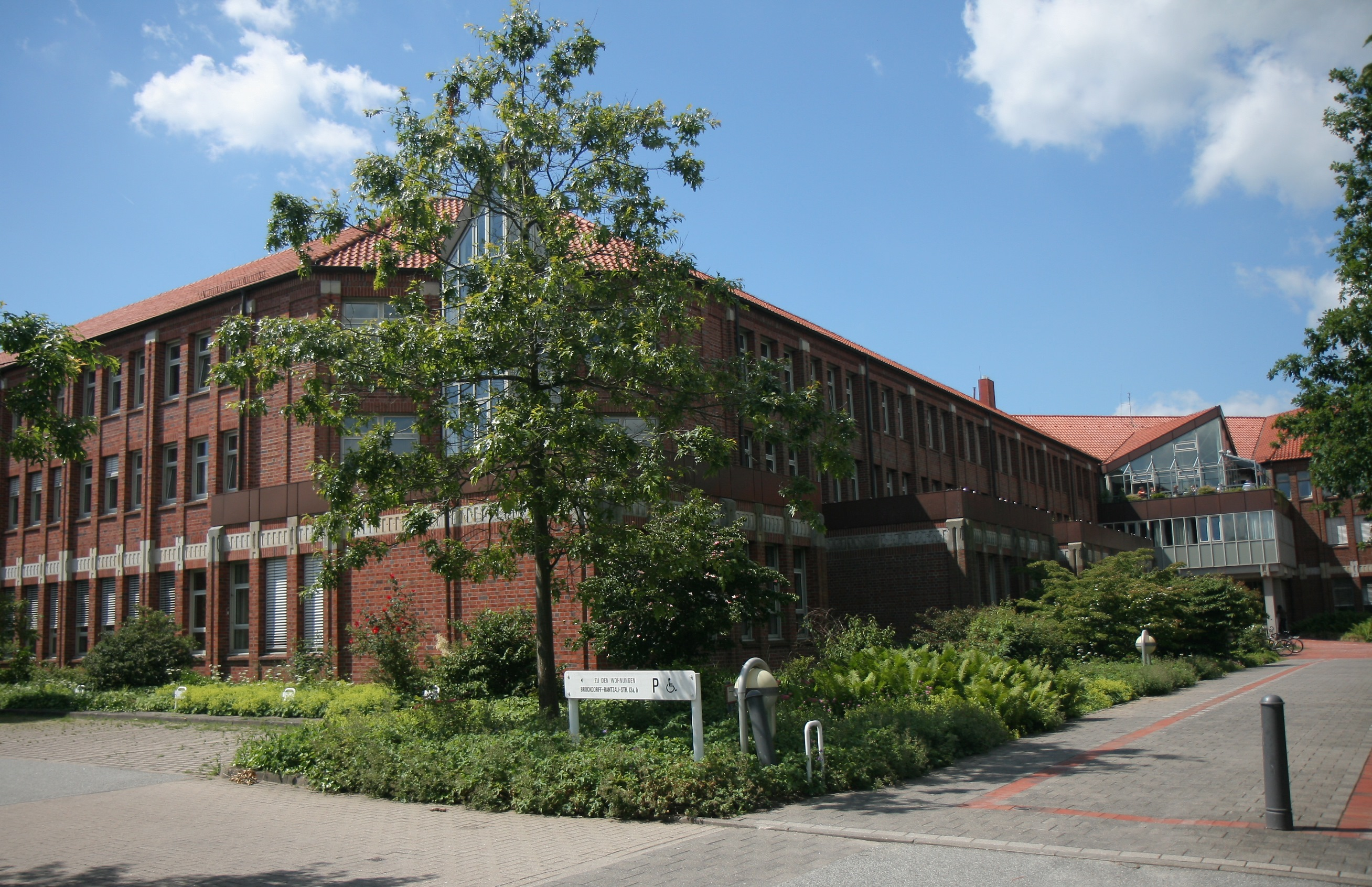
Cort superior de l'estat de Slesvig-Holstein
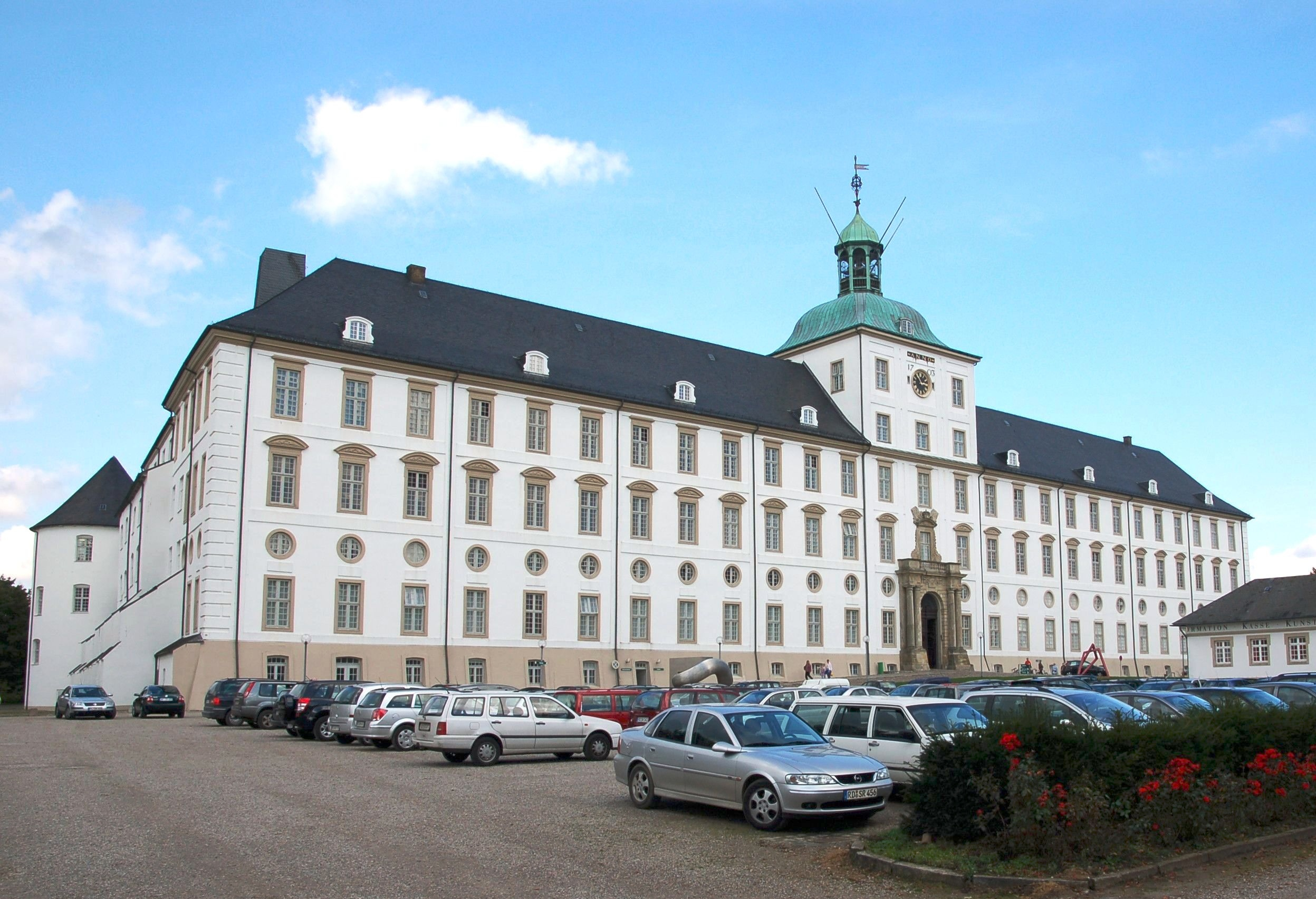
Castell Gottorp
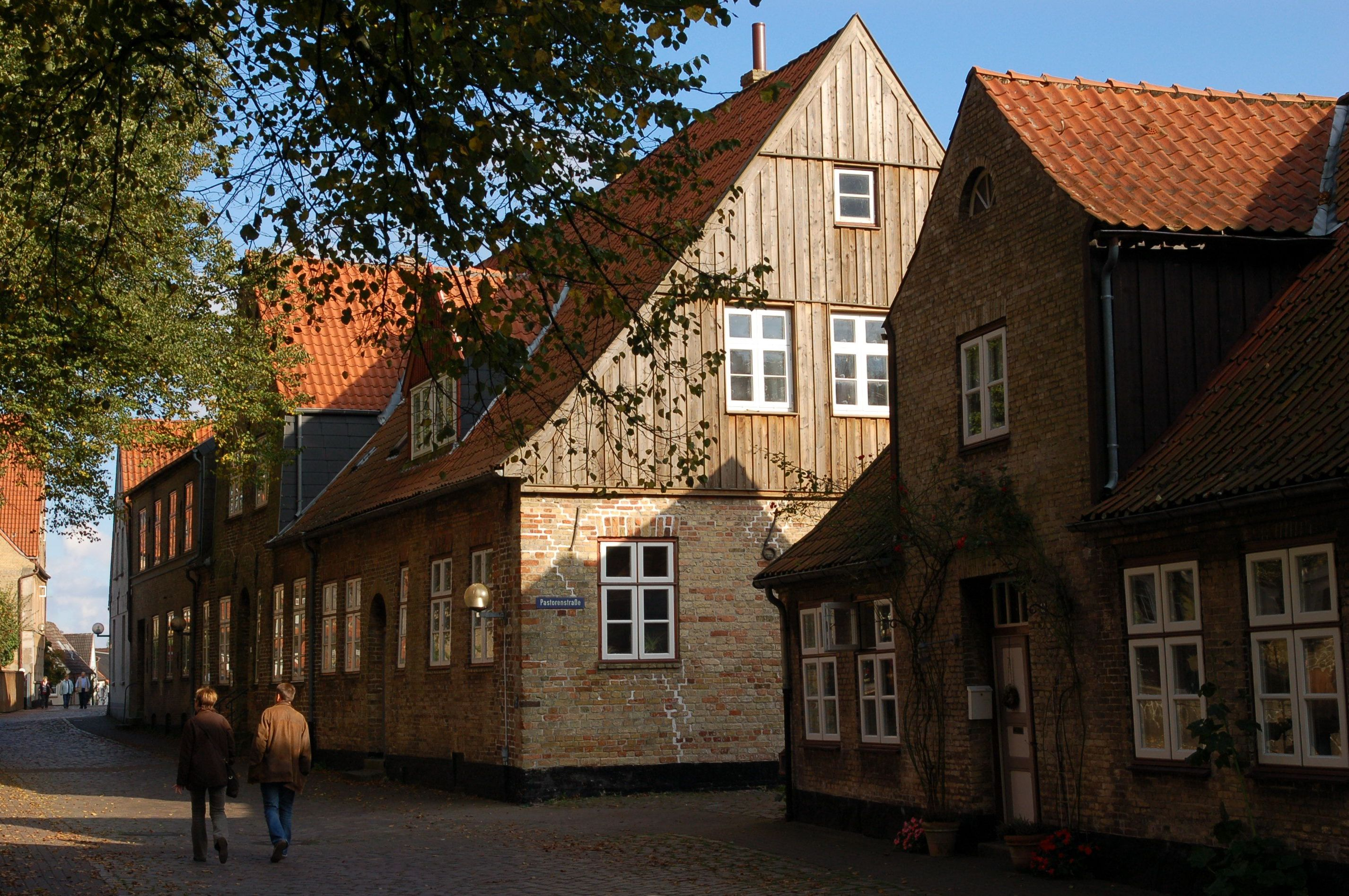
El nucli històric